# 게오르크 (작센)
게오르크(독일어: Georg, 본명: 프리드리히 아우구스트 게오르크 루트비히 빌헬름 막시밀리안 카를 마리아 네포무크 밥티스트 크사버 취리아쿠스 로마누스(Friedrich August Georg Ludwig Wilhelm Maximilian Karl Maria Nepomuk Baptist Xaver Cyriacus Romanus), 1832년 8월 23일 ~ 1904년 10월 15일)는 작센 왕국의 국왕(재위: 1902년 6월 19일 ~ 1904년 10월 15일)이다.
작센의 요한 국왕과 그의 아내인 아말리에 아우구스테 폰 바이에른 왕녀의 둘째 아들로 태어났다. 1859년 포르투갈의 마리아 2세 국왕과 페르난두 2세 국왕 부부의 둘째 딸인 마리아 아나 드 포르투갈 왕녀와 결혼하여 8명의 자녀를 두었다. 1884년에는 아내 마리아 아나가 막내 아들의 병간호를 하다 사망했다.
1902년 자신의 형인 알베르트 국왕이 자녀 없이 사망하자 왕세제의 자격으로 작센 국왕에 즉위하여 1904년 10월 15일 사망할 때까지 재위하였다. 작센의 왕위는 그의 첫째 아들인 프리드리히 아우구스트가 물려받았다.

## 자녀
마리아 아나 사이에서 4남 4녀를 낳았다.
| 사진 | 이름                      | 생일             | 사망                   | 기타 |
| ---- | ------------------------- | ---------------- | ---------------------- | --- |
|      | 마리                      | 1860년 6월 19일  | 1861년 3월 2일(0세)    | 요절 |
|      | 엘리자베트                | 1862년 2월 14일  | 1863년 5월 18일(1세)   | 요절 |
|      | 마틸데                    | 1863년 3월 19일  | 1933년 3월 27일(70세)  | 미혼 |
|      | 프리드리히 아우구스트 3세 | 1865년 5월 25일  | 1932년 2월 18일(66세)  | 후임 작센 왕국 국왕. 루이제 디 토스카나와 결혼, 3남 4녀                                                 |
|      | 마리아 요제파             | 1867년 5월 31일  | 1944년 5월 28일(76세)  | 오토 프란츠 폰 외스터라이히 대공과 결혼, 2남                                                            |
|      | 요한 게오르크             | 1869년 7월 10일  | 1938년 11월 24일(69세) | 뷔르템제르크의 마리아 이사벨라와 결혼, 자녀 없음 부르봉양시칠리아의 마리아 이마쿨라타와 재혼, 자녀 없음 |
|      | 막시밀리안                | 1870년 11월 17일 | 1951년 1월 12일(80세)  | 가톨릭 사제, 미혼.                                                                                      |
|      | 알베르트                  | 1875년 2월 25일  | 1900년 9월 16일(25세)  | 미혼.                                                                                                   |